# Вознесенский, Эрнест Александрович
Эрнест Александрович Вознесенский (24 апреля 1931, Ленинград — 1 февраля 1997) — советский и российский экономист, доктор экономических наук. Заведовал кафедрой финансов Санкт-Петербургского государственного университета экономики и финансов имени Н. А. Вознесенского.

## Биография
Родился в Ленинграде в 1931 году.
Отец — Вознесенский Александр Алексеевич, декан экономического факультета ЛГУ. Мать — Вознесенская Анна Васильевна, учительница, служащая Ленэнерго. Старший брат — Лев Александрович Вознесенский.
В августе 1941 года был эвакуирован с братом и родственниками отца в Галич, а оттуда через несколько месяцев — по инициативе и при участии брата отца, Н. А. Вознесенского, видного государственного деятеля, — в Свердловск.
В 1947 году отец, А. А. Вознесенский, был переведён в Москву в связи с назначением министром просвещения РСФСР. В январе 1949 Эрнест переезжает в Москву к отцу, у которого уже жил старший брат Лев.
Окончив в 1950 году школу, провалился на юридическом факультете МГУ по анкетным данным. Поступил на 1-й курс финансово-экономического факультета Московского финансового института. Был избран комсоргом группы.

### В заключении
В декабре 1950 года был арестован старший брат Эрнеста Александровича, а затем и он сам. Был отправлен на Лубянку, а затем переведен в одиночную камеру Лефортовской тюрьмы. В январе 1951 предъявлено обвинение по ст. 58-1 «а». Осужден на 8 лет ИТЛ особого режима. Этап в столыпинском вагонзаке, пересыльная тюрьма в Кирове, конечный пункт — каторжный лагерь при шахте «Капитальная» в окрестностях Воркуты.
Сначала работал в бане, в марте того же года переведен в электроцех шахты «Капитальная». Занимался демонтажем силовых кабелей в отработанных и загазованных пластах, без вентиляции, по пояс и по грудь в вонючей и холодной воде. В мае переведен на более легкую работу — на телефонную связь.
1952, май. — Вызов в оперчасть с предложением «сотрудничать», отказ. Заключение в БУР (барак усиленного режима).
1952, август. — Этап на Ячегинские шахты, работа на строительстве электростанции.
1952, октябрь. — Отказ от работы в шахте. Работа учётчиком на лесоскладе. 10-дневная отсидка в БУРе из-за проявленного неуважения к офицеру, начальнику Ячегинских шахт. Начало язвенной болезни. Получение информации от вновь прибывшего заключенного о пребывании старшего брата в лагерях Кузбасса и Караганды.

### После освобождения
В январе 1954 года был реабилитирован. После освобождения переехал в Ленинград. Был зачислен на второй курс Ленинградского финансово-экономического института, которому впоследствии было присвоено имя Н. А. Вознесенского. Назначение пенсии за отца на время учёбы в институте.
В 1958 году окончил институт и занялся научной и педагогической работой. Защитил кандидатскую и докторскую диссертации в области экономики. Заведовал кафедрой финансов Санкт-Петербургского государственного университета экономики и финансов имени Н. А. Вознесенского.
В 70-е годы взялся за написание воспоминаний. Книга под названием «Вхождение в жизнь» издана в 1990 году.
В 1997 году Эрнест Александрович скончался.
Династию экономистов продолжил его сын Александр Вознесенский.

## Сочинения
- Дискуссионные вопросы теории социалистических финансов. — Л.: Изд-во Ленинградского университета, 1969. — 158 с.
- Финансовый контроль в СССР. — М. : Юрид. литература, 1973. — 134 с.
- Вхождение в жизнь. — Л.: Худож. литература: Ленинградское отд-ние, 1990. — 84,[2] с.